# Я сповідаюся
«Я сповідаюся» (англ. I Confess) — американський кримінальний трилер режисера Альфреда Гічкока 1953 року.

## Сюжет
Квебек. У церкві, де служить отець Логан, працює емігрант з Німеччини Отто Келлер. Одного разу пізно ввечері Келлер приходить в церкву в сильному збудженні і просить сповідувати його. На сповіді він повідомляє, що, переодягнувшись священиком, вбив відомого адвоката Вілетта і пограбував його. Підозра поліції падає на отця Логана, однак він не може сказати правду, не порушивши таємницю сповіді.

## У ролях
- Монтгомері Кліфт — отець Майкл Вільям Логан
- Енн Бакстер — Рут Гранфор
- Карл Молден — інспектор Ларю
- Браян Агерн — Віллі Робертсон
- Роджер Данн — П'єр Гранфор
- Доллі Хаас — Альма Келлер
- Чарльз Андре — отець Мілларс
- Отто Хассе — Отто Келлер
- Джадсон Пратт — детектив Мерфі
- Овіла Легаре — Вілетт
- Жиль Пеллетьє — отець Бенуа

## Цікаві факти
- Камео Альфреда Гічкока — перехожий, що перетинає сходи поперек на тлі неба, на самому початку фільму.